# 廣島高等裁判所
廣島高等裁判所（日语：／ Hiroshima kōtō saibansho */?）是日本的高等裁判所之一，屬於普通法院，位於廣島縣廣島市中區，通稱「廣島高裁」。另於岡山縣岡山市、島根縣松江市設置岡山支部、松江支部。

## 沿革
- 1882年——設置「廣島控訴裁判所」
- 1887年——改稱「廣島控訴院」
- 1945年——建築在廣島原爆嚴重毀損
- 1947年——根據《裁判所法》，改稱「廣島高等裁判所」至今
- 1948年——設岡山支部、松江支部

## 管轄
- 土地管轄
  - 本院－廣島縣、山口縣及島根縣濱田市、益田市、江津市、邑智郡、鹿足郡
  - 岡山支部－岡山縣
  - 松江支部－鳥取縣、島根縣（濱田市、益田市、江津市、邑智郡、鹿足郡除外）
- 事務管轄

1. 不服地方裁判所、家事裁判所第一審判決之案件。
2. 轄區內簡易裁判所第一審案件，以本所為最終上訴法院。
3. 以本所為第一審之特殊犯罪案件。

## 外部連結
- （日語）廣島高等裁判所 （页面存档备份，存于）